# Go-Toba
Cesarz Go-Toba (jap. 後鳥羽天皇 Go-Toba tennō; ur. 6 sierpnia 1180, zm. 28 marca 1239) – 82. cesarz Japonii, według tradycyjnego porządku dziedziczenia.
Przed wstąpieniem na tron nosił imię książę Takahira (jap. 尊成親王 Takahira-shinnō).
Go-Toba panował w latach 1183–1198.
Mauzoleum cesarza Go-Toba znajduje się w Kioto. Nazywa się Ōhara no misasagi.